# Jakub Szymański (lekkoatleta)
Jakub Szymański (ur. 22 lipca 2002) – polski lekkoatleta specjalizujący się w biegach przez płotki.
W sezonie 2021 był czwarty podczas mistrzostw Europy juniorów oraz zdobył brązowy medal mistrzostw świata w tej kategorii wiekowej. Półfinalista halowych mistrzostw świata w Belgradzie (2022). Wicemistrz Europy w hali na 60 m ppł. ze Stambułu (2023). W 2024 podczas halowego czempionatu globu w Glasgow pobił rekord Polski w biegu na 60 metrów przez płotki z czasem 7,46. Rok później został halowym mistrzem Europy.
Wielokrotny złoty medalista mistrzostw Polski oraz reprezentant kraju na drużynowych mistrzostwach Europy.

## Osiągnięcia
| Rok  | Impreza                                 | Miejsce   | Konkurencja                | Pozycja    | Wynik |
| ---- | --------------------------------------- | --------- | -------------------------- | ---------- | ----- |
| 2021 | Mistrzostwa Europy juniorów             | Tallinn   | bieg na 110 m przez płotki | 4. miejsce | 13,43 |
| 2021 | Mistrzostwa świata juiorów              | Nairobi   | bieg na 110 m przez płotki | 3. miejsce | 13,43 |
| 2022 | Halowe mistrzostwa świata               | Belgrad   | bieg na 60 m przez płotki  | półfinał   | 7,59  |
| 2022 | Mistrzostwa Europy                      | Monachium | bieg na 110 m przez płotki | półfinał   | 13,66 |
| 2023 | Halowe mistrzostwa Europy               | Stambuł   | bieg na 60 m przez płotki  | 2. miejsce | 7,56  |
| 2023 | Młodzieżowe mistrzostwa Europy          | Espoo     | bieg na 110 m przez płotki | 6. miejsce | 13,65 |
| 2023 | Uniwersjada                             | Chengdu   | bieg na 110 m przez płotki | eliminacje | 13,70 |
| 2023 | Mistrzostwa świata                      | Budapeszt | bieg na 110 m przez płotki | eliminacje | 13,65 |
| 2024 | Halowe mistrzostwa świata               | Glasgow   | bieg na 60 m przez płotki  | 5. miejsce | 7,53  |
| 2024 | Mistrzostwa Europy                      | Rzym      | bieg na 110 m przez płotki | półfinał   | DQ    |
| 2024 | Igrzyska olimpijskie                    | Paryż     | bieg na 110 m przez płotki | repasaże   | 13,63 |
| 2025 | Halowe mistrzostwa Europy               | Apeldoorn | bieg na 60 m przez płotki  | 1. miejsce | 7,43  |
| 2025 | Halowe mistrzostwa świata               | Nankin    | bieg na 60 m przez płotki  | półfinał   | 7,63  |
| 2025 | I dywizja drużynowych mistrzostw Europy | Madryt    | bieg na 110 m przez płotki | 5. miejsce | 13,41 |

## Rekordy życiowe
- bieg na 60 metrów przez płotki – 7,39 (8 lutego 2025, Łódź) rekord Polski;
- bieg na 110 metrów przez płotki – 13,25 (28 czerwca 2024, Bydgoszcz) rekord Polski.